# Red Parlamenta
Red Parlamenta (más conocido como "Red_Parlamenta") es un proyecto colaborativo de los servicios documentales y bibliotecarios de los parlamentos autonómicos del Estado español  que son los encargados de administrar un portal de información parlamentaria (www.redparlamenta.com) de acceso libre y que tiene como cometido principal ofrecer en un mismo sitio la oferta informativa parlamentaria y los recursos disponibles en el conjunto y en cada parlamento territorial.
Entre sus diversos contenidos nos encontramos con acceso directo a: buscadores de tramitación parlamentaria de los distintos parlamentos, las publicaciones oficiales editadas por los mismos; las revistas existentes en las hemerotecas parlamentarias, una base de datos para el intercambio de dosieres de documentación con antecedentes legislativos para la tramitación de las iniciativas parlamentarias o el acceso a los catálogos bibliográficos.

## Características
Red_Parlamenta, como tal red es:
- Independiente: surge por propia iniciativa de los profesionales implicados y es gestionado de manera autónoma por los mismos.
- Voluntaria e integradora: sus potencialidades derivan de su carácter colaborativo y de la participación discrecional de sus miembros.
- Especializada: dirigido específicamente al ámbito de la documentación.
- Flexible: permite adaptarse a las circunstancias temporales sobrevenidas.
- De bajo coste: el proyecto pretender reducir al máximo las aportaciones económicas de los participantes.

Red_Parlamenta se ha definido por su carácter marcadamente colaborativo, tanto en el diseño inicial de la plataforma, como en la posterior implementación de contenidos y desarrollo de la misma.

## Desarrollo del proyecto
En octubre de 2009 un grupo de profesionales de los servicios de documentación parlamentaria lanza una plataforma de colaboración, a modo de intranet de acceso restringido.
Un año después, una vez incorporados a la plataforma buena parte de los contenidos, tuvo lugar en el Parlament de Catalunya la primera reunión de los profesionales de Red_Parlamenta, en la que se acordaron aspectos relativos a la organización y contenidos, además de impulsar un convenio entre los parlamentos para dar carácter oficial a la iniciativa.
Así, en la Conferencia de Presidentes de Parlamentos Autonómicos (COPREPA) de Pamplona (marzo de 2011) se acuerda firmar el convenio de colaboración para regular e impulsar Red_Parlamenta como instrumento que "facilitará la consulta rápida y el apoyo documental al estudio de los diferentes asuntos que se tramitan en los parlamentos autonómicos". En la actualidad, han ratificado el convenio los 17 parlamentos autonómicos. A través del portal se puede enlazar con todas las Cámaras  parlamentarias.
Desde la jornada de trabajo celebrada en 2010 se han venido sucediendo, con carácter anual, asambleas de administradores de Red_Parlamenta en las Cortes de Castilla y León (2011), Parlamento Vasco (2012), Cortes de Aragón (2013), Corts Valencianes (2014), Asamblea de Extremadura (2015), Parlamento de Andalucía (2016), Junta General del Principado de Asturias (2017),  Parlamento de Cantabria (2018), Parlamento de Navarra (2019), Parlamento de la Rioja (enlace roto disponible en Internet Archive; véase el historial, la primera versión y la última). (2020) y Cortes de Castilla-La Mancha (2021) 
En noviembre de 2014 Red_Parlamenta deja de ser una web de acceso restringido y pasa a ser una web pública. Cualquier ciudadano puede acceder a los contenidos de Red_Parlamenta simplemente tecleando www.redparlamenta.com en su ordenador o dispositivo móvil.
Pese a la juventud del proyecto, en 2012 obtuvo la Mención Especial del VII Premio Nacional a la Calidad e Innovación SEDIC.

## Estructura del Portal
Red_Parlamenta se estructura en cuatro pestañas principales:

### 1. Actividad parlamentaria
En esta sección se enmarca información relativa al trabajo estrictamente parlamentario:
- Publicaciones oficiales (boletines y diarios de sesiones).
- Buscadores de tramitación parlamentaria: enlaces a los recursos de los distintos parlamentos, incluye las ofertas de buscadores conjuntos de iniciativas.
- Iniciativas legislativas: acceso a las últimas iniciativas legislativas presentadas en los distintos parlamentos. Incluye también Leyes aprobadas.
- Reglamentos y resoluciones: reglamentos de los distintos parlamentos y normas complementarias e interpretativas de los mismos.
- Tramitación de las reformas de los Estatutos de Autonomía: procedimientos que se han seguido en la reforma de los Estatutos de Autonomía de las distintas comunidades autónomas.
- Canales de vídeo y videotecas: emisiones en directo de la actividad parlamentaria y archivo de vídeo y/o audio.
- Principio de subsidiariedad: información y recursos relativos a este importante principio rector del derecho comunitario. Tramitación y dictámenes de los parlamentos, así como las comisiones competentes en esta materia en cada cámara legislativa.

### 2. Recursos y colecciones
Acceso a las colecciones de las que disponen los departamentos de documentación e información de los diferentes parlamentos. 
- Catálogos bibliográficos: fondos bibliográficos de las bibliotecas de cada Cámara, a través de aplicaciones de consulta en línea (OPAC).
- Revistas. La base de datos de revistas de Red_Parlamenta tiene 600 referencias de títulos en aumento. Cada parlamento incluye sus colecciones disponibles.
- Guías de recursos: se recogen directorios de recursos de carácter documental o temático.
- Jurisprudencia: con particular atención a la jurisprudencia constitucional en materia parlamentaria y también de jurisprudencia electoral.
- Otros recursos: incluye documentos sobre histórico de parlamentarios y gobiernos de algunas de las comunidades autónomas, europarlamentarios, tribunales, etc.
- Web Social: indica el uso de redes sociales en el ámbito de los parlamentos (Facebook, Twitter, Instagram, YouTube...) o de los servicios que las mantienen.

### 3. Actividad documental
Productos editados por los servicios documentales de los parlamentos:
- Dosieres y bibliografías: este apartado aloja los cuadernos documentales elaborados para la tramitación de proyectos o proposiciones de ley, así como bibliografías temáticas y otros textos elaborados en apoyo de la actividad parlamentaria.
- Boletines bibliográficos: incorpora enlaces a los boletines de novedades bibliográficas de los distintos parlamentos, así como a los boletines de sumarios de revistas ingresadas o avances periódicos de novedades.
- Boletines de actualidad: productos de actualidad  periódica (leyes, normas, jurisprudencia, noticias,...) que consideren de interés para los trabajos parlamentarios y complemento informativo.
- e-Comisiones: información, documentación, actividad parlamentaria y legislación básica de interés para los miembros de las Comisiones parlamentarias, grupos de trabajo, intergrupos o subcomisiones.

En el portal Red_Parlamenta también se puede encontrar información acerca de su historia y organización. Se proporciona acceso a las webs de los parlamentos autonómicos, así como a noticias sobre servicios bibliotecarios y documentales de ámbito parlamentario, principalmente, nuevas tecnologías, redes de cooperación, datos abiertos, etc. Igualmente, ofrece en tiempo real la información que los parlamentos proporcionan a través de sus cuentas institucionales de Twitter. 

### 4. Elecciones
Apartado específico de información de los procesos electorales. Incorpora normativa estatal y también de las diferentes comunidades autónomas; jurisprudencia electoral; doctrina, acuerdos y resoluciones de la juntas electorales o sondeos electorales.
Red_Parlamenta puede consultarse en inglés, catalán, euskera, gallego y valenciano.

### 5. Transparencia
Facilita el acceso a los Portales de Transparencia de los distintos parlamentos. A través de ellos se puede acceder a datos abiertos,  normativa aplicable, información institucional, derecho de acceso al ciudadano e información económica.

## Parlamentos participantes
| Andalucía              | Parlamento de Andalucía                  | http://www.parlamentodeandalucia.es/                                               |
| Aragón                 | Cortes de Aragón                         | http://www.cortesaragon.es/                                                        |
| Principado de Asturias | Junta General del Principado de Asturias | http://www.jgpa.es/                                                                |
| Islas Baleares         | Parlamento de las Islas Baleares         | http://www.parlamentib.es/                                                         |
| Canarias               | Parlamento de Canarias                   | http://www.parcan.es/                                                              |
| Cantabria              | Parlamento de Cantabria                  | https://parlamento-cantabria.es/                                                   |
| Castilla-La Mancha     | Cortes de Castilla-La Mancha             | http://www.cortesclm.es/                                                           |
| Castilla y León        | Cortes de Castilla y León                | http://www.ccyl.es/                                                                |
| Cataluña               | Parlament de Catalunya                   | http://www.parlament.cat/                                                          |
| Extremadura            | Asamblea de Extremadura                  | http://www.asambleaex.es/                                                          |
| Galicia                | Parlamento de Galicia                    | http://www.es.parlamentodegalicia.es/                                              |
| Comunidad de Madrid    | Asamblea de Madrid                       | http://www.asambleamadrid.es/                                                      |
| Región de Murcia       | Asamblea Regional de Murcia              | http://www.asambleamurcia.es/ Archivado el 20 de julio de 2011 en Wayback Machine. |
| Navarra                | Parlamento de Navarra                    | http://www.parlamentodenavarra.es/                                                 |
| País Vasco             | Eusko Legebiltzarra-Parlamento Vasco     | http://www.legebiltzarra.eus/es                                                    |
| La Rioja               | Parlamento de La Rioja                   | http://www.parlamento-larioja.org/                                                 |
| Comunidad Valenciana   | Corts Valencianes                        | http://www.cortsvalencianes.es/                                                    |